# 159865 Silvialonso
159865 Silvialonso este un asteroid din centura principală de asteroizi.

## Descriere
159865 Silvialonso este un asteroid din centura principală de asteroizi. A fost descoperit pe 12 august 2004 la Begues de José Manteca. Asteroidul prezintă o orbită caracterizată de o semiaxă mare de 2,35 ua, o excentricitate de 0,20 și o înclinație de 11,1° în raport cu ecliptica.